# Constitución del Estado Bolívar
La Constitución del Estado Bolívar, es el texto legal que sirve como ley fundamental de esa entidad federal venezolana ubicada en el sureste del país. Fue aprobada en Ciudad Bolívar, la capital estadal, por el Consejo Legislativo del Estado Bolívar (Parlamento unicameral regional) en el año 2001, cumpliendo con lo establecido en la Constitución nacional de Venezuela de 1999. Junto con la Ley Orgánica de la Administración Pública del Estado Bolívar constituye uno de los documentos más relevantes para el funcionamiento del gobierno regional.

## Historia
La Asamblea Legislativa del Estado Bolívar aprobó la anterior Constitución del Estado el 13 de mayo de 1986, sobre la base de lo establecido en la Constitución Nacional de 1961.
En 1999 con la aprobación de una nueva Constitución, el nuevo Parlamento estadal conocido ahora como Consejo Legislativo del Estado Bolívar aprobó por mayoría de sus Legisladores una nueva Carta Magna, el 2 de julio de 2001.

## Composición
Esta posee 227 artículos, 1 preámbulo, 10 títulos con sus respectivos capítulos, 2 disposiciones finales y derogatorias y 6 disposiciones transitorias.

## Características
- Establece que el estado Bolívar es un estado multietnico y pluricultural.
- Reconoce que el Estado tiene como normas supremas la constitución nacional, la estadal y debe respetar tanto las leyes nacionales como estadales.
- El artículo 8 establece que el idioma oficial del estado es el castellano, reconociendo además que las lenguas indígenas son también oficiales para los pueblos indígenas que las hablen.
- El artículo 13 Establece que la capital del estado debe ser Ciudad Bolívar[1] y los poderes públicos deben asentarse permanente en esa localidad. Todas las instituciones regionales quedan obligadas a establecer su sede en esa ciudad.
- Establece que el Estado Bolívar debe poseer un gobierno democrático que respete los derechos civiles y humanos.
- Establece que el territorio del estado es el delimitado en la ley político territorial del 28 de abril de 1856[1] con las modificaciones validamente celebradas. Además se reserva el derecho a posteriores modificaciones sobre la base de declarar el laudo arbitral de 1899 sobre la Guayana Esequiba como Nulo e irrito. (Artículo 16)[1]
- Establece que el estado deberá dividirse en Municipios y parroquias cuyos límites y número serán determinados por una ley estadal.
- Reconoce los derechos de los pueblos indígenas con un capítulo completo.
- Establece que es competencia exclusiva del estado la organización de su propia policía estadal.[1]
- Organiza los poderes públicos del estado.

## Modificaciones
La constitución del estado bolívar puede ser reformada por el Consejo Legislativo del Estado, pudiendo partir la iniciativa del propio consejo o de un porcentaje de los electores del estado inscritos en el registro electoral. Tanto las enmiendas como las reformas deben ser sometidas a referéndum estatal.